# Orla Barry (artiste)
Pour les articles homonymes, voir Barry.
Orla Barry, née le 18 mai 1969 à Wexford (Irlande), est une artiste irlandaise.
Elle travaille dans une variété de médias : performance, vidéo, texte et son. Elle gère également un troupeau de moutons de race Lleyn sur la côte sud de l'Irlande.

## Biographie
Orla Barry est chargée de cours à l'Institut de technologie de Carlow et ancienne chercheuse conseillère à la Jan Van Eyck Academie.
Orla Barry a vécu 16 ans à Bruxelles et vit et travaille aujourd'hui dans le comté de Wexford, dans le sud-est de l'Irlande, où elle gère depuis 2011 un troupeau de moutons de race Lleyn.

## Performances
Orla Barry a effectué plusieurs performances artistiques, notamment : 
- Performatik 17[4], au Kaaitheater, Bruxelles
- Dublin Theatre Festival (en)[5]
- Project Arts Centre[6], Dublin
- Palais des Beaux-Arts de Bruxelles (BOZAR), Bruxelles
- South London Gallery, Londres [7]
- Tate Modern, Londres
- If I Can't Dance[8], De Appel (nl), Amsterdam
- Playground Festival[9], Louvain

## Expositions personnelles
- 2019 : Wintrum Frod, Mu.Zee, Ostende (avec Els Dietvorst)
- Crawford Art Gallery (en), Cork
- ARGOS (nl) (Centre for Art and Media)[10],[11], Bruxelles
- Temple Bar Gallery and Studios (en)[12] et Mother's Tankstation, Dublin
- Centre culturel de Belém (CCB)
- Museu Colecção Berardo, Lisbonne (avec Rui Chafes (pt))
- Irish Museum of Modern Art, Dublin
- Stedelijk Museum voor Actuele Kunst (SMAK), Gand
- Camden Arts Centre, Londres
- BOZAR, Bruxelles
- 2024 : « Orla Barry. Shaved Rapunzel et La Petite Bergère Punk », Grand-Hornu, Belgique[13]

## Récompenses et distinctions
Orla Barry a reçu le prix du Palais des Beaux Arts dans le cadre du Prix de la Jeune Peinture Belge (nl) en 2003.